# Симеон Венков
Симеон (Мони) Александров Венков е български джаз музикант, композитор и педагог. Роден е в семейството на Александър Венков и Анна Михайлова Карапеткова и е правнук на поборника от Априлското въстание Тодор Карапетков. 

## Биография
От 10-годишен се занимава с музика, а в гимназията започва да свири на контрабас. Брат на Михаил Венков (режисьор). В периода 1963 до 1967 г. завършва музикална педагогика в Българската държавна консерватория (днес Национална музикална академия „Проф. Панчо Владигеров“) със специален предмет „Контрабас“.
От февруари 1968 г., след конкурс, е щатен контрабасист в Естрадния оркестър на БНА. За три години има около 300 концерта в страната и чужбина. От януари 1971 г. е в оркестър „Обектив 71“. За по-малко от година имат близо 70 концерта и около 30 записа на песни.
От 1 декември 1972 г. е назначен за редовен преподавател по контрабас и баскитара в Националната музикална академия, където работи и до днес.
От 1972 г. до 1975 г. е контрабасист и баскитарист на Оркестър София. За три години има 400 концерта в страната и 84 в чужбина. Написал е 30 аранжимента и 10 авторски пиеси за Оркестър София и е първият баскитарист в България, представил се в джаз концерти.
През 1975 г. сформира „Рондо-секстет“, с който като изпълнител, аранжьор и автор на много от пиесите и песните, гастролира в периода от 1976 до 1980 г. в СССР, ГДР и ГФР.
От 1976 до 1982 г. е член на „Кабинета на младия композитор“.
През 1979 г. започва и през 1981 г. завършва специализация по баскитара и аранжиране във Висшето музикално училище „Ханс Айслер“, Берлин.
От 1985 до 1987 г. работи като тонрежисьор в „Студия за анимационни филми“ – озвучил е над 40 филма, като на 4 от тях е и автор на музиката.
През 1985 г. под негово ръководство се създава студентската формация „Джаз трио + Х“, която е действаща и до днес. С тази формация е участвал в джаз фестивали в България; в дните на изкуствата „Аполония“, Созопол (1987 г.); на XII „Фестивал на мира“ в Никозия, Кипър (1988 г.); на XIII „Фестивал на младежта и студентите“ в Северна Корея (1989 г.).
От 1997 г. е преподавател и в Нов български университет по контрабас и баскитара. Там, както и в Националната музикална академия, преподава и до днес.
През 2000 г. е удостоен със званието доцент, а през 2007 със званието професор.

## Дискография
- 1974 г. „Пролетни звуци“, първа авторска плоча
- 1990 г. „Пиле шарено“, c формация „Джаз трио + Х“
- 1994 г. „Спомени“, авторска касета, изд. „Старс рекърдс“
- 2001 г. „Юлиян Янушев“ – сопран, алт и тенор саксофон – солист на формация „Джаз трио + Х“ – муз.ръководител, аранжьор, автор и изпълнител на клавишни доц. Симеон Венков
- 2002 г. „Софийски настроения“ – Елена Николова – джаз вокал – солист на формация „Джаз трио + Х“ – муз.ръководител, аранжьор, автор и изпълнител на клавишни доц. Симеон Венков, 16 джаз стандартни песни
- 2003 г. „Бойка Щерева“ (Лейди Б-и) джаз вокал – гостува на формация „Джаз трио + Х“, записи от концерти – София 2003
- 2004 г. „За Светлината, Красотата и Любовта“ – 12 авторски песни от доц. Симеон Венков в изпълнение на Ивелина Балчева, Ирина Василева, Яна Венкова, Вили Първанова и Доника Венкова
- 2005 г. „Малки Звездни Приказки“ – музика за отмора и възстановяване на потенциалната енерг от доц. Симеон Венков
- 2005 г. Джаз трио „Венков – MVM“ (Мони, Венци, Митко) – 10 стандартни джаз пиеси, изпълняват Симеон (Мони) Венков – пиано, Венцислав Венков – фретлес бас, Димитър (Митко Гумата) Димитров – ударни инструменти
- 2006 г. „Петруно пиле шарено“ джаз пиеси от доц. Симеон Венков – в изпълнение на формация „Джаз трио +Х“ –ръководител, аранжьор, автор и изпълнител на клавишни доц. Симеон Венков
- 2007 г. „Юлиян Янушев – алт, тенор, сопран саксофон и кларинет“ – солист на формация „Джаз трио + Х“ с ръководител Симеон Венков. Втори двоен диск, записан на живо през 2001 г.
- 2007 г. Бончо Бонев – цигулка – гост на формация „Джаз трио +Х“ –рък. С. Венков
- 2011 г. Концерт на Свобода Боздуганова – контрабас и Симеон Венков пиано. Изпълнение на авторски пиеси на С. Венков.
- Поетично музикални рецитали, на които Симеон Венков е автор на музиката и продуцент : ъ
- 2001 г. „Едно необикновено приятелство“ – Димчо Дебелянов – Николай Лилиев. Сценарии по писма и стихове на двмата поети от проф. д.н. Петър Петров. Изпълняват актьорите проф. д.н. Петър Петров и Георги Гайтанеков.
- 2002 г. „Най-светлия син на Копривщица“ – Тодор Каблешков. Литературно – музикална композиция по спомени и творби на Иван Вазов, Захари Стоянов, Константин Величков и Анна Каменова. Сценарии – проф. д.н. Петър Петров. Изпълняват актьорите проф. д.н. Петър Петров и Георги Гайтанеков.
- 2003 г. „КНЯЗЪТ – Георги Бенковски“. Музикална композиция по творби на Иван Вазов, Яна Язова, Иван Хаджийски и спомени на Захари Стоянов, Михаил Маджаров и Никола Беловежки. Сценарии – проф. д.н. Петър Петров. Изпълняват актьорите проф. д.н. Петър Петров и Георги Гайтанеков.
- 2006 г. „Душата ми е стон“ – Поетично – музикален рецитал с визия по стихове и записки на Пейо Яворов. Сценарий и изпълнение – актьора Георги Гайтанеков.
- 2009 г. „Обичам те мое мило отечество“ – поетично – музикален рецитал по стихове, разкази и откъси от повестта „Българи от старо време“ на Любен Каравелов. Изпълнява актьорът Георги Гайтанеков.
- 2010 г. „Мирис на вода“ – поетично – музикален рецитал по стихове на Даниела Вайн.
- 2011 г. „Случки от моя живот“ – (аудио и видео) поетично – музикален рецитал по 32 стихотворения на Валери Петров, в изпълнение на актьора Вели Чаушев.
- 2012 г. „Аз съм лодка“ – поетично – музикален рецитал по стихове на Зарияна Венкова. Изпълнява актьорът Георги Гайтанеков.
- 2013 г. "Копривщице – моя земя“ – поетично – музикален рецитал по стихове на д-р Екатерина Антова Ослекова. Изпълнява актьорът Георги Гайтанеков.
- 2014 г. „В меката есен“ – (аудио и видео) поетично – музикален рецитал по едноименната поема на Валери Петров в изпълнение на актьора Вели Чаушев.
- 2016 г. „Димчо Дебелянов“ – поетично музикални рецитали със стихове на поета на различни езици – немски, френски, руски. английски.

## Публикации

### Учебници и школи
- 1983 г. „33 етюда за баскитара“, авторски сборник, изд. „Музика“
- 1990 г. „10 пиеси за баскитара, пиано и ударни инструменти“, авторски сборник, изд. „Музика“
- 1990 г. „25 скали и 4 пентатоники в 12 тоналности за импровизация“, авторски сборник, изд. „Музика“
- 1993 г. „29 скали в 14 тоналности“, авторски сборник, изд. „Музика“
- 2005 г. „Бас линии за баскитара и контрабас“
- 2006 г. „Система от ритмични фигури за баскитара и контрабас“
- „2007 г. "Мажорни гами и акорди за 4 и 5 струнна баскитара“
- 2008 г. „Стандартни джаз пиеси с изписани сола за баскитара“

### Камерна музика
- „По снежните върхове на Хималаите“ импресия за флейта и пиано
- „Петруна“ за 4 контрабаса и ударни инструменти
- „Български танц Ганка“ за контрабас и пиано
- „Борът“ за виолончело и пиано
- „Копривщенски пейзажи“ за струнен квартет и флейта
- „Рожден ден“ за цигулка и пиано
- „Велико Търново“ импресия за пиано и цигулка
- „По билото на Стара планина“ за кларинет, цигулка и пиано
- „Подновете името ми“ за виолончело, пиано и флейта
- „У Станкини“ за 2 контрабаса и пиано
- „У Станкини“ за тригласен детски хор.
- „Молитва“ за женски хор.
- „Българска земя“ за контрабас и пиано.
- „Пътят на потока“ за соло контрабас – 2019 г.
- „Копривщице – моя земя“ симфонична поема.

В периода 1999 – 2006 г. пиесите „Ганкина ръченица“ (1999, London, UK, Recital Music) за контрабас и пиано и „Петруна“ (1999, London, UK, Recital Music) за четири контрабаса са изпълнявани нееднократно от камерни състави в Германия, Англия и България.
Пиесата му „Български танц“ е включена от май 2001 г. от г-н Дейвид Хейс, преподавател по контрабас в „Тринити Колидж“, в списъка за изпитната програма по контрабас в „Тринити Колидж“.

### Популярна музика
Композиторът записва музика към филми и поетични рецитали. Песенно творчество развива в по-късните си години.

## Награди
- 1996, България, Слънчев бряг – Златен Орфей „Наградата на СБК“ за музика и аранжимент на песента „Не мога като теб“ по текст на съпругата му Зарияна Венкова в изпълнение на вокалната изпълнителка Ирина Василева..
- 2023, Министерство на културата „Златен век - звезда"[2]